# Cerro Blanco (Santiago de Chile)

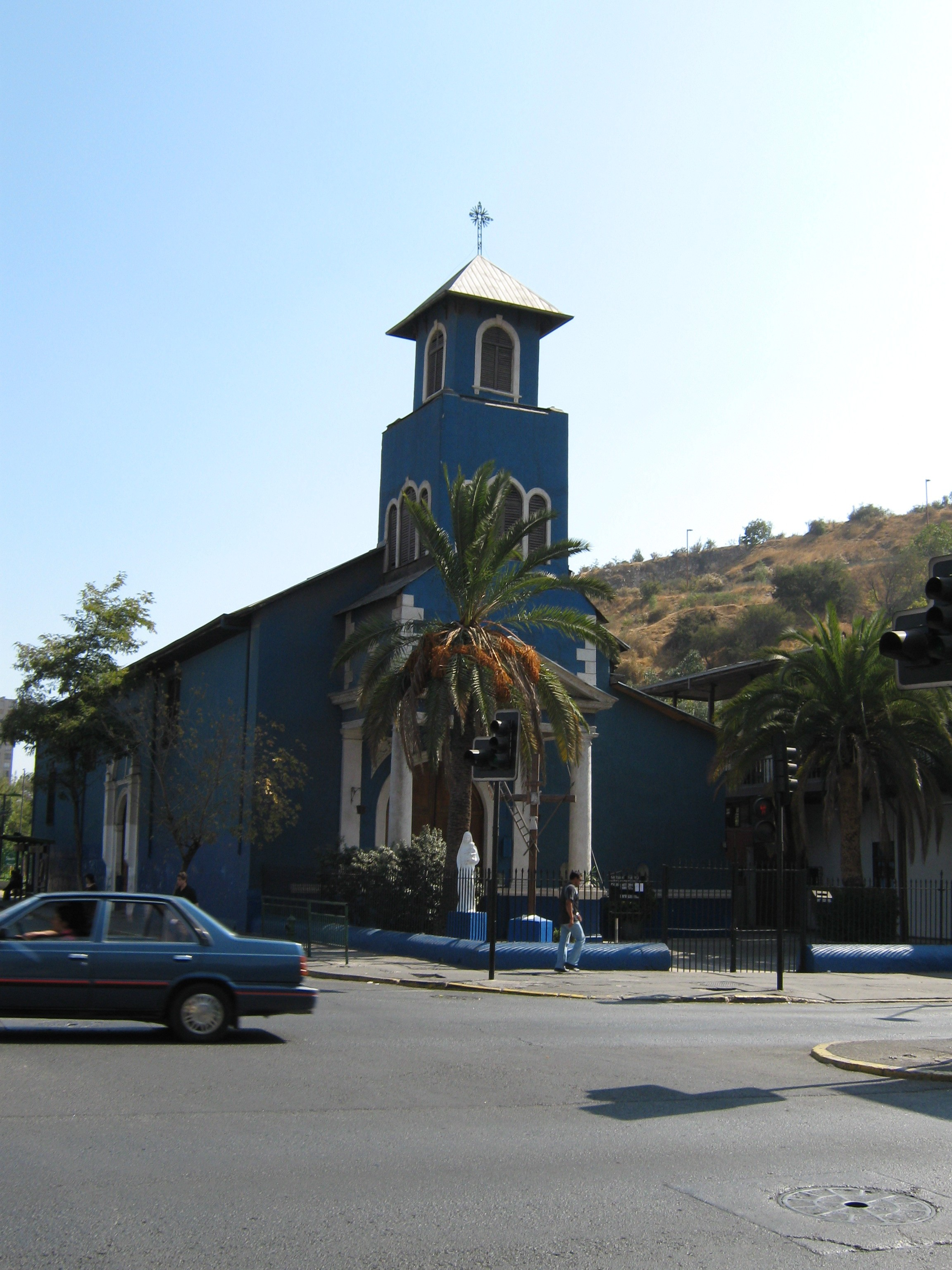
«La Viñita» o Iglesia de la Virgen de Monserrat

El cerro Blanco es un cerro isla ubicado en Santiago, la capital de Chile. Se encuentra en la comuna de Recoleta, en el sector surponiente de la avenida homónima. Tiene una altitud de 625 m s. n. m. y una prominencia de 64 m. Según crónicas españolas, el fundador de la capital chilena, Pedro de Valdivia, armó su primer campamento en sus orillas y observó la cuenca del río Mapocho desde su cima.

## Descripción
El cerro Blanco nació como parte del macizo rocoso que desciende desde la cordillera de los Andes y que conforma una pequeña cadena, cuyo principal exponente es el cercano cerro San Cristóbal. Una quebrada abriría una grieta en el macizo y con el paso de miles de años, separó al cerro Blanco del San Cristóbal. Posteriormente, los sedimentos que rellenaron la cuenca de Santiago convertirían al cerro Blanco en un cerro isla, tapando la quebrada sobre la que actualmente pasa la Avenida Recoleta.

## Historia

### Período agroalfarero temprano
Existe el llamado sitio Cerro Blanco, que podría atribuirse a la tradición cultural Bato.

### Periodo promaucae
Los pueblos indígenas utilizaron el cerro como un importante centro de reunión. Las tribus picunches instalaron un centro ceremonial y dejaron registro a través de las llamadas «piedras tacitas», hendiduras en grandes rocas (con forma similar a una taza) en las que los indígenas molían semillas de peumo.
El cerro servía como un gran mirador para las tribus de la zona, por lo que a los pies del cerro habitó el mitimae Huechuraba, señor de la zona a la llegada de los españoles que denominaron con dicho nombre al cerro. Sin embargo, su nombre original sagrado y ceremonial era Apu Wechuraba, donde apu es una palabra quechua que significa 'montaña sagrada' y Wechuraba, el reconocido curaca de los pueblos picunches que habitaban la cuenca, demostrando la integración entre las lenguas de ambas culturas indígenas.

### Conquista de Chile
Se cree que el actual nombre del cerro provendría del siglo XVIII debido a la utilización del cerro como cantera de piedra blanca para la construcción de diversas obras de arquitectura, como los pilares del Puente de Calicanto o la iglesia de Santo Domingo. El mismísimo Joaquín Toesca visitó el cerro para elegir las rocas que servirían de cimiento para el Palacio de La Moneda.

### Parroquia Virgen de Monserrat
Templo católico ubicado en el sector sureste del cerro (33°25′18″S 70°38′42″O / -33.42167, -70.64500), en su pie. Está declarado monumento nacional y fue construido durante la colonia. Es popularmente conocida como Capilla La Viñita. El culto a la también llamada Virgen Morena llegó a Chile con Inés de Suárez, devota de la Patrona de Cataluña. Fue ella quien mandó a construir una ermita en lo alto del cerro Huechuraba (actual Cerro Blanco) en 1545 y fue la primera construcción religiosa del país. La imagen de la Virgen data de 1574 y habría sido encontrada por un indígena que cortaba leña en el cerro. Cuenta la leyenda que tras soñar con una dama que lo guiaba por el bosque, encontró el busto a medio esculpir en el tronco de un árbol. Él la llevó al capellán, quien la mandó a terminar a Lima. La imagen habría sido pintada, recortada y vuelta a esculpir. La figura del niño, en brazos de la Virgen, fue regalada por una "familia respetable" del Santiago colonial.

#### Segunda capilla
A fines del siglo XVI se levantó una nueva capilla a los pies del cerro, en medio de frondosos viñedos, de ahí el nombre de La Viñita. Esta capilla se vino abajo con el terremoto de mayo de 1647, por lo que se levantó una tercera, la que también fue demolida. 

#### Tercera capilla
Esta iglesia fue construida en 1834 en la técnica colonial, de adobe, pero corresponde a la época republicana. Fue declarada Monumento Nacional en 1990. 
Durante el siglo XIX, que se viniera en peregrinación el día de la Virgen y las familias de la capital, durante el periodo de Adviento, tras lo cual pasaban a los faldeos del Cerro Blanco, a disfrutar de una tarde recreativa.

#### Patrona de los delincuentes
Un dato curioso es que los delincuentes de esta ciudad se encomiendan a la Virgen antes de cometer sus fechorías, por lo que se conoce como la Virgen de los Lanzas. Lanza es la germanía que identifica a los delincuentes que delinquen mediante golpes rápidos tras lo cual arrancan a la carrera. Su identificación con el mundo delictual vendría también de Barcelona, donde la ermita original se enclavó en medio de una montaña escarpada en forma de sierra (de ahí el nombre Monserrat), lugar que sirvió de refugio para forajidos. Hacia el siglo XVI el Cerro Blanco cumplía un propósito similar.

### Actualidad

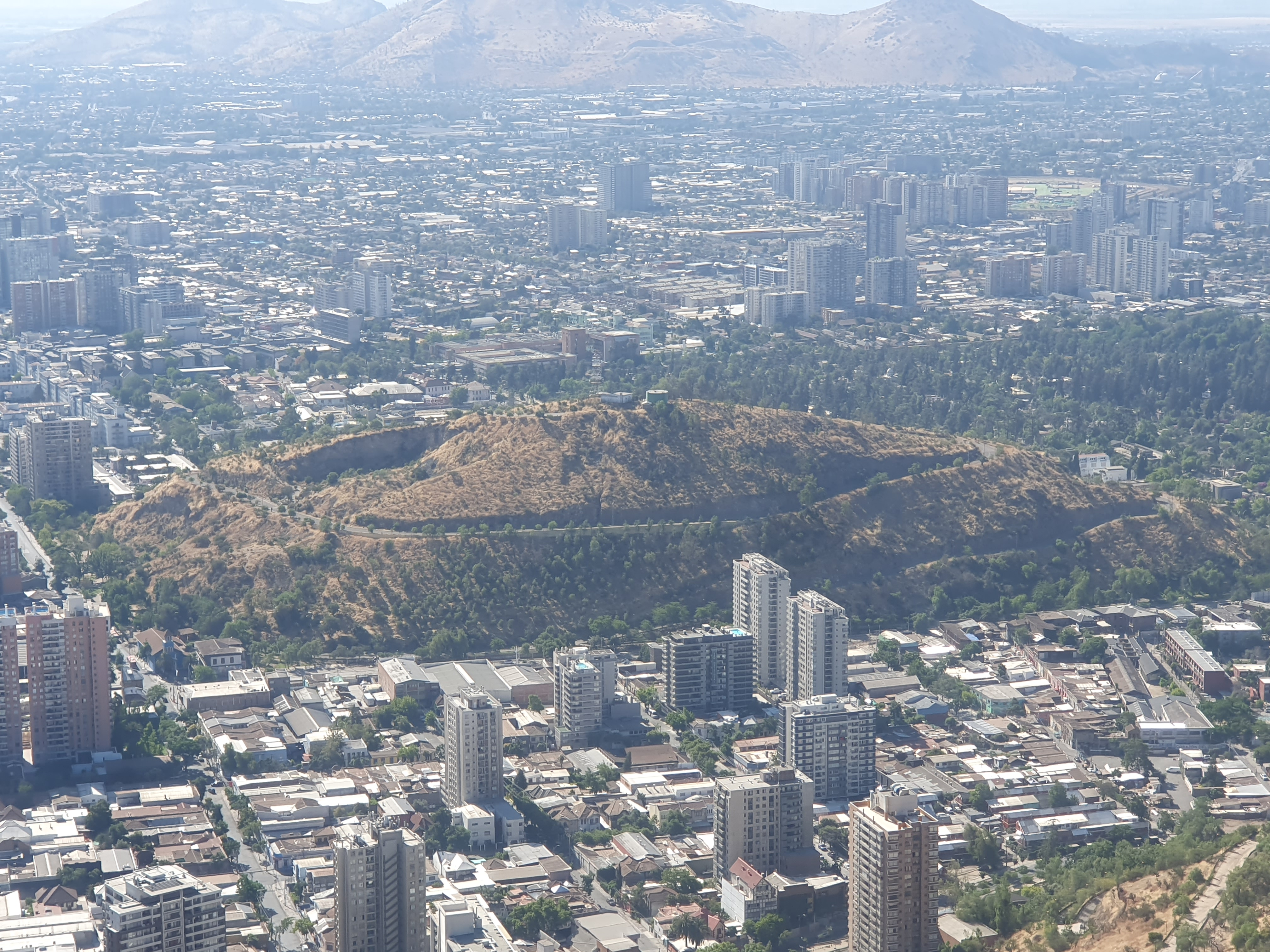
Cerro Blanco visto desde el Cerro San Cristóbal

Desde 1999, el cerro es administrado por el Parque Metropolitano de Santiago, que ha instalado diversos elementos alusivos a su uso como Centro Ceremonial Indígena. El cerro Blanco es un Monumento Nacional en el que se incluye el monumento histórico de la Iglesia de la Viñita ubicada a sus pies, el monumento arqueológico de las piedras tacitas y la zona típica que conforma el conjunto del cerro. En su cumbre existen algunas antenas de transmisión radiofónica.
En 2001 se otorga en comodato al Centro de Cultura Indígena de Santiago (CONACIN) las zonas 1, 2 y 4, para utilizarlo según las tradiciones y costumbres de los pueblos originarios. Así, en la zona 1 está el Jardín Infantil Étnico Adkintun, la zona 2 corresponde al espacio aimara y la zona 4 era el sector mapuche, pero que fue rebautizada con el nombre de Aldea de la Paz tras una visita de la caravana Arcoíris al lugar. Hasta el 2016 el comodato estuvo a cargo del Centro Cultural CONACIN, a quien se le revocó por no utilizar el espacio de acuerdo al contrato, pasando luego la administración legal a la Municipalidad de Recoleta. Sin embargo, las personas que se adhieren a este centro cultural siguen realizando actividades en los espacios mencionados y aún no se realiza el cambio de administración.
En 2014, la Municipalidad de Recoleta participó en un concurso organizado por la Intendencia Metropolitana de Santiago, junto, en ese entonces, al excomodatario, cuyo premio era crear un nuevo espacio urbano en un lugar considerado patrimonial. Participaron el Cerro Blanco (Recoleta), Cerro Las Cabras (Puente Alto), Cerro Chena (San Bernardo-Calera de Tango) y Cerro Renca (Quilicura); el elegido fue el cerro Chena de la comuna de San Bernardo. Así nació el Parque Metropolitano Cerro Chena.

## Sitio sagrado vigente
En contraste con este abandono físico, en la última década diversos grupos y personas están redescubriendo este cerro, específicamente las piedras tacitas de su ladera norte, y agrupaciones indígenas se han reunido en la zona para festividades.
La celebración del Anata se hace generalmente en el mes de febrero o comienzos de marzo, cuando las plantas están en pleno florecimiento. Como tiempo ritual, sagrado, se invoca a las divinidades andinas expresadas en cerros y zonas sagradas, los Apus, Achachilas, Uywires, Wakas.